# ディポログ
ディポログ（Dipolog）は、フィリピン南部ミンダナオ島の北西部にある都市。サンボアンガ半島の北岸に位置し、サンボアンガ・デル・ノルテ州の州都である。2000年の国勢調査では人口は99,862人、世帯数は20,461世帯。バランガイ数は21。
面積は137平方km。南側は標高の高い山岳地帯であり、北はスールー海に面している。
ディポログは山岳部の野性の蘭と、沖合いの好漁場から獲れるいわしの缶詰産業で知られている。市のニックネームは「南部の蘭の街」である。市の北の海岸部には大通りができ、夜には若者や家族連れが集まる場となっている。
ディポログへはディポログ空港への国内各地からの空路、および近隣のダピタンに着く各地からのフェリー航路が便利である。

## 歴史
サンボアンガ半島北部一帯には、モロ人の海賊や南方諸国の襲撃を避けて、ボホール島からキリスト教徒や非キリスト教徒が多く逃れてきていた。彼らが作った町はダピタンやミサミス（現・オザミス）、イリガンなど多いが、ディポログの元になった町もそのひとつである。彼らは海岸から20km入った場所に町を作り、海賊行為がおさまると河口と平野を見下ろす丘の上に教会を作った。この一帯のスペイン植民地化は主に伝道師によって行われたが、彼らは丘を上り下りする不便を嫌い住民に川下に移るよう勧めた。この新しい町が現在のディポログである。
ディポログの町政府は1834年、ミサミスにあったフィリピン植民地政府の軍政府が作った。伝説では、この年にスペイン人の伝道師が元来トゥルワナン（Tulwanan）という名だったこの地に着いた。伝道師はスバノン族の現地人に「Donde esta el Capitan?（町長はどこか？）」と聞いたが、現地人は「町長」という語だけが分かったため、西を指して「川の向こう」の意味の「Di-pag」と言ったという。川を下って町に着いた伝道師は、そこに「ディ・パグ」と名づけたことがディポログの元となったといわれる。
アメリカ統治下の1912年、この一帯を治めるミンダナオ及びスールー州総督のジョン・パーシングはディポログを町にする決定を下し、町役場を建設した。ディポログは大きな権限を持つこととなり、発展の基礎が築かれた。1970年1月1日、ディポログは市となっている。

## 姉妹都市
- サンボアンガ、フィリピン 2005年
- イリガン、フィリピン 2011年